# HelloFresh
HelloFresh est une entreprise allemande de kits repas (en) basée à Berlin avec une présence internationale.